# Frères de la Miséricorde de Malines
Pour les articles homonymes, voir FDM.
Les Frères de Notre Dame de Miséricorde (en latin Institutum Fratrum B.V.M. a Misericordia) plus communément appelés frères de la Miséricorde de Malines forment une congrégation laïque masculine de droit pontifical.

## Historique
Le 25 mars 1837, le chanoine Victor Scheppers se rend à la prison de Vilvorde où s'entassent ceux que la société de l'époque considère comme nuisibles : clochards, ivrognes, prostituées ; le chanoine est touché par la désolation des détenus. Pendant son pèlerinage annuel à la basilique Notre-Dame de Montaigu le 19 juillet 1837, agenouillé devant la statue de Notre-Dame, Scheppers décide de fonder une congrégation de frères en particulier pour aider les détenus et consulte Antoine Ernst, ministre de la Justice, à propos de cette matière ; le ministre se déclare d'accord pour engager les frères au service des détenus, il promet également un appui financier pour la formation et l'entretien des frères.
Avec un prêt financier le chanoine Scheppers achète en février 1838 une maison à côté de son école et l'aménage en couvent. Le 25 janvier 1839, le cardinal Engelbert Sterckx donne l'approbation des constitutions et préside à la prise d'habit des trois premiers frères (frère Rombaut, frère Vincent et frère Aloysius). Les frères ouvrent des écoles populaires, des cours du soir et des écoles professionnelles et se consacrent également à l'apostolat des prisonniers particulièrement les mineurs.
Mgr de Mérode les présente au pape Pie IX qui confirme leur statut en 1854 après avoir ouvert un centre à Pérouse, à l'appel du cardinal Pecci qui les avait vus à l'œuvre à Bruxelles (en), lorsqu'il était nonce apostolique. Dès lors les frères ouvrent plusieurs maisons et orphelinats dans les États pontificaux. La congrégation reçoit le décret de louange le 18 décembre 1857 et ses constitutions sont définitivement approuvées par Pie IX le 16 novembre 1872.

## Aujourd'hui
Les frères se vouent à l'éducation de la jeunesse.
Ils sont présents en Belgique, Italie, Burundi, Canada, Argentine, Uruguay.
La maison généralice se trouve à Rome.
Selon l'Annuaire pontifical, en 2010, la congrégation comptait 81 religieux (dont 21 prêtres) dans 17 maisons. La congrégation est dirigée depuis 2005 par le Frère Paolo Barolo.